# Dihidromorfina
La dihidromorfina es un analgésico sintético derivado de los opioides y utilizado en el estudio de los receptores de narcóticos. Está estructuralmente relacionado con la morfina, de la que es derivado. Así mismo es un metabolito activo del fármaco opioide analgésico dihidrocodeína. La conversión de dihidrocodeína a dihidromorfina está mediada por la enzima citocromo P450 CYP2D6. Tiene potencial para crear hábito. Al igual que la morfina, la dihidromorfina y sus derivados acetilados todos son altamente selectivos de los receptores opioides μ (Mu). No debe confundirse con la dihidromorfinona ni con la dehidromorfina (pseudomorfina).

## Obtención
El enlace doble en 7,8 de la morfina se reduce a un enlace sencillo para obtener dihidromorfina.

## Farmacología
Dihidromorfina es ligeramente más potente que la morfina como analgésico con un perfil de efectos secundarios similar. La potencia relativa de dihidromorfina es de aproximadamente 1.2 veces la de la morfina. En comparación, la potencia relativa de dihidrocodeína es 1.15 veces la de la codeína.
Las acciones de la dihidromorfina y sus análogos se distinguen fácilmente de los de la morfina, lo que es notable en vista de que las diferencias estructurales son muy limitadas entre ellos y consisten en la reducción del enlace doble 7,8-. Como con la heroína y la morfina-6beta-glucurónido, las acciones analgésicas de la dihidromorfina y sus dos derivados acetilados son antagonizados por la 3-O-metilnaltrexona en una dosis que fue inactiva contra la analgesia promovida por la morfina. Un estudio reveló que los mecanismos receptores mu de los opioides que median las acciones analgésicas de la dihidromorfina y sus análogos acetilados son distintos de la morfina y más similares a los de la heroína y la morfina-6beta-glucurónido.

## Uso farmacológico
La dihidromorfina se utiliza para el tratamiento de dolor moderado a grave en el cáncer, aunque es menos eficaz en el tratamiento del dolor neuropático.
No posee Código ATC